# Ortochile soccata
Ortochile soccata är en tvåvingeart som först beskrevs av Friedrich Hermann Loew 1850.  Ortochile soccata ingår i släktet Ortochile och familjen styltflugor. Inga underarter finns listade i Catalogue of Life.